# Erika Villaécija
Erika Villaécija García (Barcelona, 2 juni 1984) is een Spaanse zwemster. Ze vertegenwoordigde haar vaderland op de Olympische Zomerspelen 2004 in Athene, de Olympische Zomerspelen 2008 in Peking en de Olympische Zomerspelen 2012 in Londen.

## Carrière
Bij haar internationale debuut, op de Europese kampioenschappen zwemmen 2002 in Berlijn, eindigde Villaécija als achtste op de 400 meter vrije slag. Samen met Laura Roca, Melissa Caballero en Tatiana Rouba veroverde ze de zilveren medaille op de 4x200 meter vrije slag. Op de Europese kampioenschappen kortebaanzwemmen 2002 in Riesa eindigde de Spaanse als zesde op de 400 meter vrije slag en als zevende op de 800 meter vrije slag.
Tijdens de wereldkampioenschappen zwemmen 2003 in Barcelona strandde Villaécija in de series van de 400, 800 en 1500 meter vrije slag, op de 4x200 meter vrije slag eindigde ze samen met Tatiana Rouba, Melissa Caballero en Laura Roca op de vijfde plaats. In Dublin nam de Spaanse deel aan de Europese kampioenschappen kortebaanzwemmen 2003, op dit toernooi veroverde ze de Europese titel op de 800 meter vrije slag en werd ze uitgeschakeld in de series van de 200 en de 400 meter vrije slag.
Op de Europese kampioenschappen zwemmen 2004 in Madrid legde Villaécija beslag op de Europese titel op de 800 meter vrije slag, daarnaast eindigde ze als vijfde op de 400 meter vrije slag. Samen met Tatiana Rouba, Melissa Caballero en Laura Roca sleepte ze de gouden medaille in de wacht op de 4x200 meter vrije slag. Tijdens de Olympische Zomerspelen van 2004 in Athene eindigde de Spaanse als vijfde op de 800 meter vrije slag, op de 400 meter vrije slag strandde ze in de series. Op de 4x200 meter vrije slag eindigde ze samen met Tatiana Rouba, Melissa Caballero en Arantxa Ramos op de zesde plaats. In de Oostenrijkse hoofdstad Wenen nam Villaécija deel aan de Europese kampioenschappen kortebaanzwemmen 2004. Op dit toernooi veroverde ze de bronzen medaille op zowel de 400 als de 800 meter vrije slag, op de 200 meter vrije slag werd ze uitgeschakeld in de series.

### 2005-2008
Op de wereldkampioenschappen zwemmen 2005 in Montreal eindigde de Spaanse als zesde op zowel de 800 als de 1500 meter vrije slag, samen met Tatiana Rouba, Melissa Caballero en Ilune Gorbea strandde ze in de series van de 4x200 meter vrije slag. Tijdens de Europese kampioenschappen kortebaanzwemmen 2005 in Triëst eindigde Villaécija als vierde op de 800 meter vrije slag en als achtste op de 400 meter vrije slag, op de 200 meter vrije slag werd ze uitgeschakeld in de series.
In Shanghai nam de Spaanse deel aan de wereldkampioenschappen kortebaanzwemmen 2006, op dit toernooi eindigde ze als vijfde op de 800 meter vrije slag en als zevende op de 400 meter vrije slag. Op de 4x200 meter vrije slag eindigde ze samen met Maria Fuster, Tatiana Rouba en Laura Roca op de achtste plaats. Op de Europese kampioenschappen zwemmen 2006 in Boedapest strandde Villaécija in de series van de 400 en de 800 meter vrije slag, samen met Arantxa Ramos, Melanie Costa en Tatiana Rouba eindigde ze als zevende op de 4x200 meter vrije slag. Tijdens de Europese kampioenschappen kortebaanzwemmen 2006 in Helsinki sleepte de Spaanse de bronzen medaille in de wacht op de 800 meter vrije slag, daarnaast eindigde ze als zesde op de 400 meter vrije slag en werd ze uitgeschakeld in de series van de 200 meter vrije slag.
In Melbourne nam Villaécija deel aan de wereldkampioenschappen zwemmen 2007, op dit toernooi eindigde ze als vierde op zowel de 800 als de 1500 meter vrije slag. Op de 4x200 meter vrije slag strandde ze samen met Arantxa Ramos, Maria Fuster en Melanie Costa in de series. Op de Europese kampioenschappen kortebaanzwemmen 2007 in Debrecen legde de Spaanse op de 800 meter vrije slag beslag op de zilveren medaille, daarnaast eindigde ze als vierde op de 400 meter vrije slag en werd ze uitgeschakeld in de series van de 200 meter vrije slag.
Tijdens de Europese kampioenschappen zwemmen 2008 in Eindhoven veroverde Villaécija de zilveren medaille op zowel de 800 als de 1500 meter vrije slag, op de 400 meter vrije slag eindigde ze op de vijfde plaats. Samen met Maria Fuster, Mireia Belmonte en Melanie Costa eindigde ze als achtste op de 4x200 meter vrije slag. In Manchester nam de Spaanse deel aan de wereldkampioenschappen kortebaanzwemmen 2008, op dit toernooi sleepte ze de bronzen medaille in de wacht op de 800 meter vrije slag. Daarnaast eindigde ze als vijfde op de 400 meter vrije slag en strandde ze in de series van 200 meter vrije slag. Op de Olympische Zomerspelen van 2008 in Peking werd Villaécija uitgeschakeld in de series van de 400 en de 800 meter vrije slag. Tijdens de Europese kampioenschappen kortebaanzwemmen 2008 in Rijeka eindigde de Spaanse als vierde op de 800 meter vrije slag, op de 200 en de 400 meter vrije slag strandde ze in de series.

### 2009-heden
In de Italiaanse hoofdstad Rome nam Villaécija deel aan de wereldkampioenschappen zwemmen 2009. Op dit toernooi eindigde ze als vijfde op de 1500 meter vrije slag en als zesde op de 800 meter vrije slag, op de 400 meter vrije slag werd ze uitgeschakeld in de series. Op de Europese kampioenschappen kortebaanzwemmen 2009 in Istanboel legde de Spaanse beslag op de zilveren medaille op de 800 meter vrije slag, op de 400 meter vrije slag eindigde ze op de zesde plaats en op de 200 meter vrije slag strandde ze in de series.
Tijdens de Europese kampioenschappen zwemmen 2010 in Boedapest sleepte Villaécija de bronzen medaille in de wacht op de 1500 meter vrije slag, daarnaast eindigde ze als zesde op de 800 meter vrije slag en als zevende op de 400 meter vrije slag. In Dubai nam de Spaanse deel aan de wereldkampioenschappen kortebaanzwemmen 2010, op dit toernooi veroverde ze de wereldtitel op de 800 meter vrije slag en eindigde ze als zevende op de 400 meter vrije slag.
Op de wereldkampioenschappen zwemmen 2011 in Shanghai eindigde Villaécija als zevende op de 1500 meter vrije slag en als tiende op de 10 kilometer open water, op de 800 vrije slag werd ze uitgeschakeld in de series. Tijdens de Europese kampioenschappen kortebaanzwemmen 2011 in Szczecin legde de Spaanse, op de 800 meter vrije slag, beslag op de zilveren medaille. Op de 200 en 400 meter vrije slag strandde ze in de series.

## Internationale toernooien
| Jaar | Olympische Spelen                                           | WK langebaan                                                                       | WK kortebaan                                               | EK langebaan                                                                   | EK kortebaan                                                |
| ---- | ----------------------------------------------------------- | ---------------------------------------------------------------------------------- | ---------------------------------------------------------- | ------------------------------------------------------------------------------ | ----------------------------------------------------------- |
| 2002 |                                                             |                                                                                    | geen deelname                                              | 8e 400m vrije slag · 4x200m vrije slag                                         | 6e 400m vrije slag 7e 800m vrije slag                       |
| 2003 |                                                             | 16e 400 m vrije slag 10e 800m vrije slag 11e 1500m vrije slag 5e 4x200m vrije slag |                                                            |                                                                                | 16e 200m vrije slag · 9e 400m vrije slag · 800m vrije slag  |
| 2004 | 18e 400m vrije slag 5e 800m vrije slag 6e 4x200m vrije slag |                                                                                    | geen deelname                                              | 5e 400m vrije slag · 800m vrije slag · 4x200m vrije slag                       | 9e 200m vrije slag · 400m vrije slag · 800m vrije slag      |
| 2005 |                                                             | 6e 800m vrije slag 6e 1500m vrije slag 12e 4x200m vrije slag                       |                                                            |                                                                                | 18e 200m vrije slag 8e 400m vrije slag 4e 800m vrije slag   |
| 2006 |                                                             |                                                                                    | 7e 400m vrije slag 5e 800m vrije slag 8e 4x200m vrije slag | 12e 400m vrije slag 10e 800m vrije slag 7e 4x200m vrije slag                   | 18e 200m vrije slag · 6e 400m vrije slag · 800m vrije slag  |
| 2007 |                                                             | 4e 800m vrije slag 4e 1500m vrije slag 12e 4x200m vrije slag                       |                                                            |                                                                                | 17e 200m vrije slag · 4e 400m vrije slag · 800m vrije slag  |
| 2008 | 23e 400m vrije slag 16e 800m vrije slag                     |                                                                                    | 13e 200m vrije slag · 5e 400m vrije slag · 800m vrije slag | 5e 400m vrije slag · 800m vrije slag · 1500m vrije slag · 8e 4x200m vrije slag | 13e 200m vrije slag 9e 400m vrije slag 4e 800m vrije slag   |
| 2009 |                                                             | 10e 400m vrije slag 6e 800m vrije slag 5e 1500m vrije slag                         |                                                            |                                                                                | 23e 200m vrije slag · 6e 400m vrije slag · 800m vrije slag  |
| 2010 |                                                             |                                                                                    | 7e 400m vrije slag · 800m vrije slag                       | 7e 400m vrije slag · 6e 800m vrije slag · 1500m vrije slag                     | geen deelname                                               |
| 2011 |                                                             | 11e 800m vrije slag 7e 1500m vrije slag 10e 10 km open water                       |                                                            |                                                                                | 15e 200m vrije slag · 11e 400m vrije slag · 800m vrije slag |

## Persoonlijke records
Bijgewerkt tot en met 17 december 2010

### Kortebaan
| Afstand          | Tijd     | Datum            | Plaats    |
| ---------------- | -------- | ---------------- | --------- |
| 200m vrije slag  | 1.56,94  | 19 december 2008 | Madrid    |
| 400m vrije slag  | 4.02,69  | 17 december 2010 | Dubai     |
| 800m vrije slag  | 8.11,61  | 16 december 2010 | Dubai     |
| 1500m vrije slag | 15.37,78 | 26 november 2009 | Castellón |

### Langebaan
| Afstand          | Tijd     | Datum         | Plaats    |
| ---------------- | -------- | ------------- | --------- |
| 200m vrije slag  | 2.00,39  | 2 april 2005  | Cádiz     |
| 400m vrije slag  | 4.08,44  | 5 april 2009  | Málaga    |
| 800m vrije slag  | 8.24,08  | 21 maart 2008 | Eindhoven |
| 1500m vrije slag | 16.00,25 | 28 juli 2009  | Rome      |